# Ayvacık, Çanakkale
Ayvacık là một huyện thuộc tỉnh Çanakkale, Thổ Nhĩ Kỳ. Huyện có diện tích 893 km² và dân số thời điểm năm 2007 là 30387 người, mật độ 34 người/km².